# ヘルクレス座ベータ星
ヘルクレス座β星 (ヘルクレスざベータせい、β Herculis / β Her) は、ヘルクレス座で最も明るい恒星で3等星。

## 概要
裸眼で見ると1つの星に見えるが、1899年7月にウィリアム・ウォレス・キャンベルは分光観測の結果から、視線速度のずれを発見し、連星系であると結論付けた。
1977年に、Antoine Labeyrieらはパロマー天文台のヘール望遠鏡を用いたスペックル干渉法による観測でこの星系の問題を解決した。さらに、ヒッパルコス衛星は他の星に関係した主星の軌道の動きを観測し、2005年にはこれらのデータと分光法による観測結果を用いて軌道が計算された。伴星の公転周期はおよそ410日程度で、離心率0.55という細長い軌道である。

## 名称
固有名のコルネフォロス (Kornephoros) は、ギリシア語で「棍棒を担ぐ人」という意味の Κορυνηφορος に由来する。ヘラクレスの棍棒に因むものだが、トレミーのアルマゲストではこの星座自体が「跪くもの」とだけ記されており、棍棒も持っていない。2016年8月21日、国際天文学連合の恒星の命名に関するワーキンググループ (Working Group on Star Names, WGSN) は、Kornephoros をβ星の固有名として正式に承認した。
別名のルティリクス (Rutilicus) は、ラテン語で「腋窩」という意味の titillicus という言葉が訛ったものである。これは、中世以降のラテン語化されたアルマゲストに書かれたものが、後の星表（アルフォンソ天文表など）で誤って綴られたものである。